# Atteva albiguttata
Atteva albiguttata is een vlinder uit de familie van de Attevidae. De wetenschappelijke naam van de soort is voor het eerst geldig gepubliceerd in 1873 door Zeller als Oeta albiguttata".